# Barschlachsartige

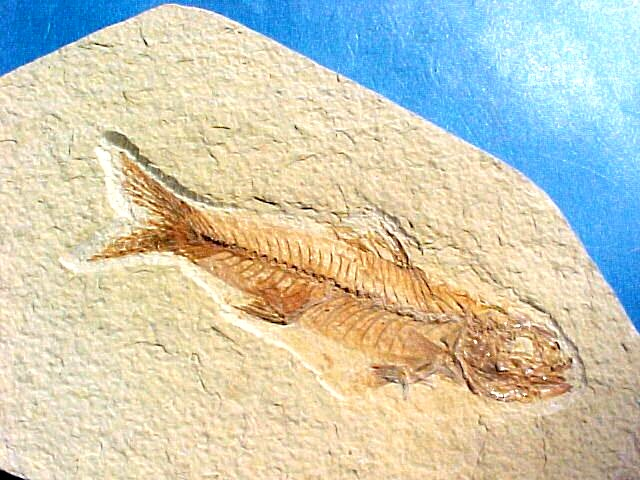
Amphiplaga brachyptera aus dem Eozän

Die Barschlachsartigen (Percopsiformes) sind eine Ordnung in Süßgewässern Nordamerikas lebender Knochenfische (Osteichthyes). 

## Merkmale
Wie der Name andeutet, vereinen sie Merkmale der Barschartigen (Perciformes) (Stachelstrahlen am Beginn der Rückenflosse) mit denen der Lachsartigen (Salmoniformes) (Fettflosse, kann aber auch fehlen). Mit beiden Fischgruppen sind sie jedoch nur entfernt verwandt (mit den Barschartigen immerhin etwas näher als mit den Lachsartigen) und gehören als Teil der Paracanthopterygii zur engeren Verwandtschaft der Dorschartigen. Barschlachsartige haben eine nicht vorstülpbare Prämaxillare (ein Knochen des Oberkiefers) und sechs Branchiostegalstrahlen. Die meisten Arten haben Ctenoidschuppen. Die Bauchflossen stehen, wenn sie vorhanden sind, hinter den Brustflossen und werden von drei bis acht Weichstrahlen gestützt. Eher weiche Hartstrahlen gibt es in der Rückenflosse. Die Schwanzflosse wird von 16 verzweigten Flossenstrahlen gestützt. Die Fische haben 27 bis 35 Wirbel.

## Systematik
Es gibt drei Familien, sieben Gattungen und 14 Arten.
- Blindfische (Amblyopsidae)
- Piratenbarsche (Aphredoderidae)
- Barschlachse (Percopsidae)

Die Barschlachse sind mit Amphiplaga, Erismatopterus, Lateopisculus und Massamorichthys fossil aus dem Eozän vor 50 Millionen Jahren nachgewiesen.